# 飛訊電玩周刊
《飛訊電玩周刊》是1998年11月17日開始試刊、1999年1月5日創刊的台灣電玩資訊雜誌，由疾風出版公司發行。其編輯成員是從《疾風之狼》分家並另起爐灶，且於第45期改為「飛訊電玩雜誌社」名義發行。

## 特色
《飛訊電玩周刊》封面是以同人畫家描繪電玩相關主題為主，並廣邀各界相關領域的寫手開闢專欄，從電玩音樂（〈艾斯的音樂教室〉）、日文教室、大型電玩介紹、遊戲主題專欄（〈純愛手札教室〉、〈走過從前〉）、電玩美術設計（〈小瞳阿姨的電玩羅浮宮〉）到業界雜談（〈魚太郎的碎碎念〉、〈電玩新視界〉）都有，並帶動起電玩雜誌附錄攻略別冊的風潮。

## 封面畫家/同人畫家
- 伍洋

## 事記
- 1998年11月17日，《飛訊電玩周刊》開始試刊，發行了7本之後才正式創刊。
- 1999年1月5日，《飛訊電玩周刊》正式創刊。

從創刊到36期為止，《飛訊電玩周刊》都是採用"本書所刊登之內容其版權歸各註冊公司所有"的方式規避版權問題。
37期之後，《飛訊電玩周刊》宣稱其內容是透過"MEDIA CREATE JAPAN"與"E-MEDIA"授權許可，宣示其打擊盜版的決心。
但到54期之後，《飛訊電玩周刊》再也沒有出現這些授權宣告字樣，又回到早期的規避版權手法。
48期開始，《飛訊電玩周刊》聘請同人界知名畫家REI為該雜誌設計了三位加一隻的代表人物，並在雜誌上連載單頁漫畫。
- 2000年12月2日，《飛訊電玩周刊》發行第100期。
- 2001年12月1日，《飛訊電玩周刊》發行第151期之後休刊，正式進入歷史。